# أونا جرايير
أونا جرايير (بالإسبانية: Ona Grauer)‏ هي ممثلة كندية ومكسيكية، ولدت في 24 فبراير 1978 بمدينة مكسيكو في المكسيك.

## أعمال

### أفلام
- (2003) هاوس أوف ذا ديد
- (2004) المرأة القطة[3][4]
- (2005) وحيد في الظلام[5]
- (2006) جدار حماية[6]
- (2013) إيليزيم[7]

### مسلسلات
- في

## وصلات خارجية
- أونا جرايير على موقع IMDb (الإنجليزية)
- أونا جرايير على موقع ألو سيني (الفرنسية)
- أونا جرايير على موقع أول موفي (الإنجليزية)
- أونا جرايير على موقع قاعدة بيانات الأفلام السويدية (السويدية)
- أونا جرايير على موقع قاعدة بيانات الفيلم (الإنجليزية)
- أونا جرايير على موقع كينوبويسك (الروسية)